# Georg Hax

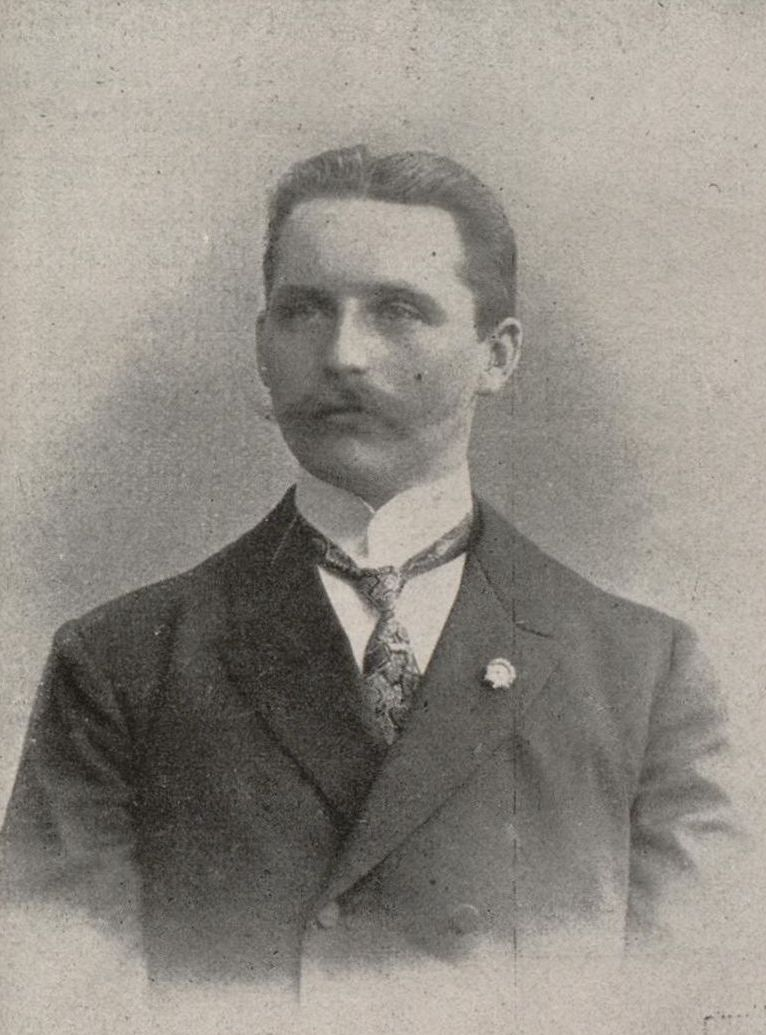
Georg Hax, um 1909

Heinrich Bernhard Friedrich Alexander Georg Hax (* 27. Dezember 1870 in Spandau; † 8. Mai 1952 in Berlin-Hermsdorf) war ein deutscher Wasserspringer, Wasserballspieler, Kunstturner und Sportfunktionär.

## Biografie
Georg Hax begann zunächst als Wasserspringer, wo er 1893 und 1894 Europameister wurde. Zwischen 1894 und 1903 Präsident des Deutschen Schwimm-Verbands. Im Reichsausschuss für die Olympischen Spiele machte sich Hax für die Wassersportler bei den Olympischen Sommerspielen 1900 in Paris stark. Jedoch verteilte der Generalsekretär Gebhardt die Gelder überwiegend an die Turner, somit stellte sich das Teilnehmerfeld im Schwimmen schnell zusammen. Auf seine Ausschreibung für eine deutsche Mannschaft bei den Spielen meldete sich lediglich der SC Otter aus Berlin. Da Hax jedoch wusste, dass dieser wenig Chancen hätte, holte er sich die Erlaubnis ein, eine Auswahlmannschaft zu entsenden. Dabei wollte er ein bis zwei gute Schwimmer in die Mannschaft integrieren. Einen Monat vor den Spielen kam es jedoch zum Abbruch eines Spiels des SC Otter, nachdem die Spieler beleidigend gegenüber dem Schiedsrichter geworden waren. Der Verband wollte diese Mannschaft daher nicht als deutsche Vertretung nach Paris entsenden.
In kurzer Zeit stellte Hax nun eine Auswahlmannschaft zusammen, in der er selbst als Mannschaftskapitän und Torhüter mitwirkte. Dies war somit die Geburtsstunde der deutschen Wasserballnationalmannschaft. Neben dem Hamburger Gustav Lexau, stammte mit Fritz Scheider (SC Poseidon Berlin), Paul Gebauer (Berliner SV 1878) und Max Schöne (SC Forelle) der Großteil der Mannschaft aus Berlin. Verstärkt wurde die Mannschaft mit den Schwimmern Max Hainle aus Stuttgart, dem Bremer Ernst Hoppenberg und Hans Aniol, der ebenfalls aus Berlin kam und wie Hax für den Berliner Amateur Schwimm-Club startete. Alle drei traten zudem bei den Schwimmwettkämpfen an. Im Viertelfinale spielte die Mannschaft gegen die Pupilles de Neptune aus Lille. Zur Halbzeit lagen die deutsche Mannschaft bereits 0:3 zurück, da sie Schwierigkeiten hatten mit den internationalen Regeln zurechtzukommen. In der zweiten Hälfte schaffte die Mannschaft immerhin noch zwei Tore, unterlag den Franzosen am Ende aber mit 2:3.
Bei den Olympischen Zwischenspielen 1906 in Athen nahm Hax erneut teil und durfte bei der Eröffnungsfeier die deutsche Mannschaft als Fahnenträger ins Stadion führen. Dieses Mal startete der Berliner jedoch als Turner im Mannschaftsmehrkampf, wo diese den fünften Rang belegte.
Von 1930 bis 1936 übernahm Hax nochmals das Amt des Verbandspräsidenten. 1933 erließ er den sogenannten arischen Absatz, der alle Juden aus dem Deutschen Schwimm-Verband ausschloss. Ab 1933 gehörte er dem Reichsführerring des deutschen Sports an. Von Januar 1925 bis Dezember 1941 war Georg Hax Vorsitzender (ab 1933 Führer) der Deutschen Lebens-Rettungs-Gesellschaft (DLRG), die im Mai 1938 in Deutsche Lebens-Rettungs-Gemeinschaft (D. L. R. G.) umbenannt wurde. Nachfolger im Amt des D. L. R. G.-Führers wurde Franz Breithaupt.
Sein Sohn Heinz Hax wurde Moderner Fünfkämpfer und Sportschütze, der an drei Olympischen Spielen (1928, 1932 und 1936) teilnahm.